# RŽD-Baureihe Pa1
Der Dieseltriebwagen РА1 (RA1) wurde bei der Waggonfabrik Mytischtschi in Mytischtschi für die Eisenbahnen der RŽD für den schnellen Vorortverkehr auf Breitspurstrecken gebaut.
Die Triebwagen besitzen gleichzeitig die Werksbezeichnungen Modell 730, Modell 730.15, Modell 731 und Modell 731.15. Eingesetzt sind die Fahrzeuge bei den Eisenbahnen in Russland, außerdem gibt es modifizierte Modelle für U-Bahnen und als MÁV-Baureihe 416 (6341) für die Magyar Államvasutak. Der Triebwagen besitzt an  beiden Enden des Wagenkastens einen Führerstand. Mit Vielfachsteuerung können zwei bis drei Fahrzeugen betrieben werden. Die Familie des РА1 existiert in sechs Modellen; vier für die Verwendung in Russland und zwei für den Export. Wagenkasten sowie die Antriebs- und Fahrwerkstechnik ist auf der Grundlage des U-Bahn-Wagens Яуза (Jausa) ausgearbeitet worden.

## Geschichte
Der erste Fahrzeug wurde 2000 ausgeliefert und im Depot Otroschka der Jugo-Wostotschnaja schelesnaja doroga in Dienst gestellt. Das zweite Fahrzeug gelangte nach seiner Überprüfung auf dem Gleisring der Allrussisches Forschungsinstitut für Schienenverkehr in Schtscherbinka 2002 zur Eisenbahngesellschaft um Kaliningrad. Das dritte Exemplar wurde für die Fertigung mit heimischen Komponenten ausgearbeitet. Diese Fertigung zog sich lange hin.
Bei den ersten beiden Fahrzeugen wurden Dieselmotor und Getriebe mit einer Import-Variante ausgeführt. Alle drei unterschieden sich durch Konstruktionsdetails. Das erste Modell wurde mit Scharfenbergkupplung ausgerüstet, sie besaßen Türen für hohe Bahnsteige. Später wurden bei diesen die Kupplungen gegen solche der Bauart SA-3 ausgetauscht. Sie wurden nach Dubna verschickt.
2004 gingen die Baureihe in Serie. Ihr Einsatzgebiet verbreitete sich auf viele Eisenbahnlinien Russlands. 2005 wurden 38 Schienenbusse hergestellt. Ende 2006 betrug die Zahl der für die RŽD gebauten Fahrzeuge insgesamt 91. Dazu gab es Versionen für den Export (41 Fahrzeuge) und den Einsatz in U-Bahnen.

## Modelle für den Markt in Russland

### PA1 Modell 730

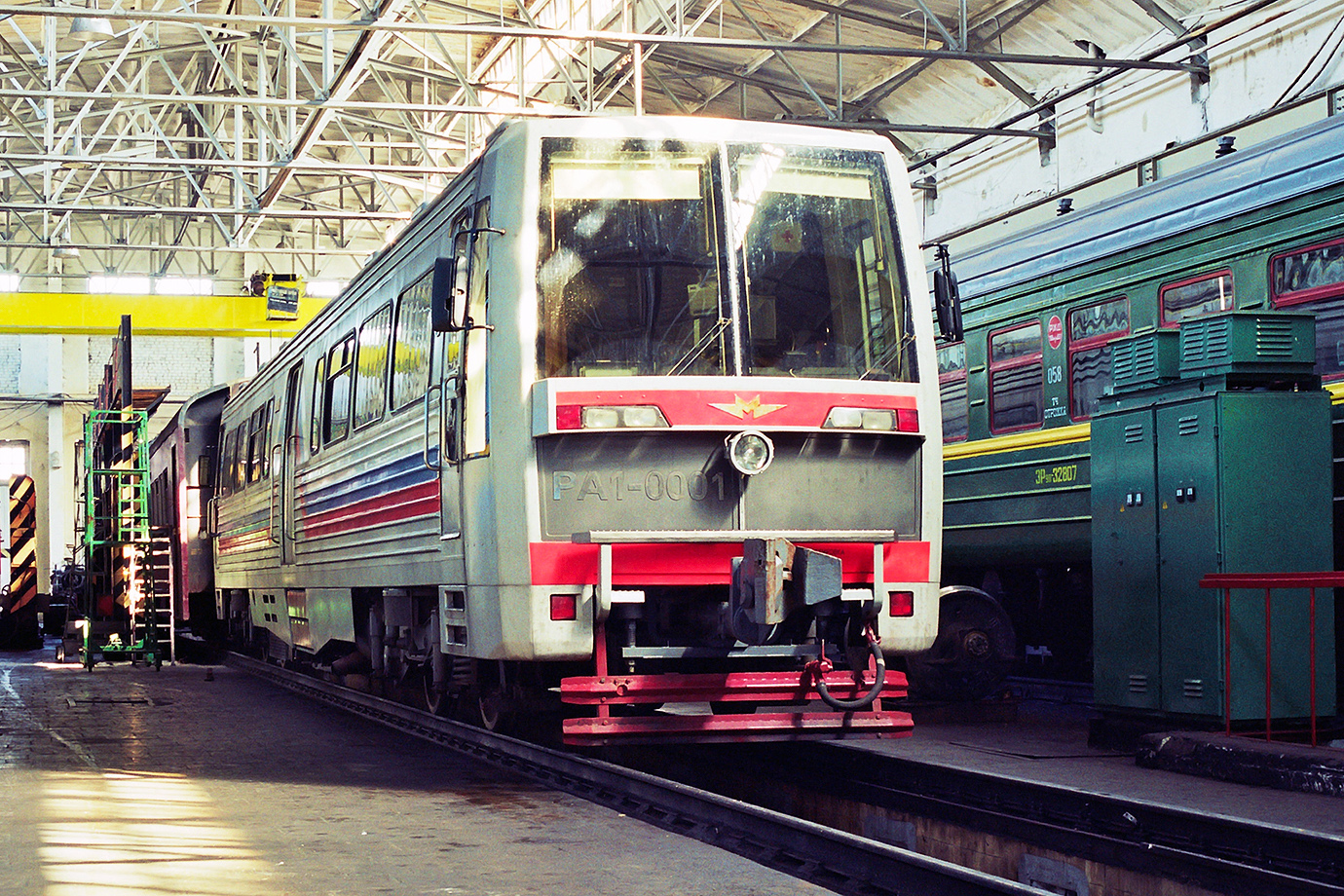
RA1-0001

Dieses Modell besitzt einen Einstieg in der Mitte des Wagenkastens. Die Türen sind für hohe Bahnsteige berechnet. Für niedrige Bahnsteige besitzt dieses Modell herausziehbare Schiebetritte. Die Türen sind Doppel-Schiebetüren in Schwenk-Schiebetüren-Bauart, die von dem Führerstand aus fernbedient werden. Dieses Modell besitzt 62 Sitzplätze, die gesamte Passagiertragfähigkeit ist gleich 140 Personen. Die Leermasse beträgt 32 t, die Dienstmasse 43 t. Ausgerüstet ist das Fahrzeug mit der hydrodynamischen Bremse und der pneumatischen Bremse. Der Wagenkasten ist auf den beiden Drehgestellen primär über Schraubenfedern und hydraulische Dämpfer, sekundär über pneumatische Federung mit hydraulischen Dämpfern abgestützt.
Der Kasten ist eine Ganzmetall-Konstruktion und besteht aus rostfreiem Stahl. Zur Erhöhung der Festigkeit sind Sicken eingefügt. Die Krafteinheit besteht aus dem Dieselmotor von Cummins, der der Norm Euro2 entspricht. Das Strömungsgetriebe wurde von Voith hergestellt.
Die maximale Geschwindigkeit des Fahrzeuges beträgt 100 km/h. Gebaut wurde ein Exemplar mit der Bezeichnung PA1.0001. Ursprünglich wurde das Fahrzeug in Dubna auf dem Abschnitt Dubna–Bolschaja Wolga eingesetzt.

### PA1 Modell 730.15
Dies ist eine Variante des Modelles 730, welches für U-Bahnen vorgesehen ist. Sie unterscheidet sich äußerlich nicht von der Variante 730. Die Fahrzeuge besitzen im Vergleich zu denen der RŽD zweiteilige Ordnungsnummern, beginnend mit dem PA1.01. Gefertigt wurden sieben Fahrzeuge. Sie besitzen unter Eisenbahnfreunden den Spitznamen Рауза (Rausa), diese leitete sich ab von dem Ra-Schienenautobus und Яуза (Jausa)-Metrowagen.

### PA1 Modell 731
Im Gegensatz zum Modell 730 besitzt das Modell 731 zwei Türen an den Enden des Wagens. Die Türen sind Doppelschiebetüren in Anlehn-Schiebe-Bauart, die für die Verwendung an hohen Bahnsteigen konstruiert sind. Für die Verwendung an niedrigen Bahnsteigen sind ausziehbare Schiebetritte vorhanden. Das Modell 731 besitzt im Gegensatz zu dem 730 78 Sitzplätze, das maximale Fassungsvermögen beträgt 160 Reisende. Die Leermasse des Wagens beträgt 37 t, die Dienstmasse 48 t.
Das Fahrzeug besitzt eine hydrodynamische Bremse und eine pneumatische Bremse. Die Aufhängung des Wagenkastens besteht im primären Bereich aus Schraubenfedern und hydraulischen Dämpfern, sekundär aus pneumatischen Federn mit hydraulischen Dämpfern. Der Ganzmetall-Kasten ist aus rostfreiem Stahl mit Sicken gefertigt. Als Krafteinheit wurde der MTU-Typ 6R183 TD13H ausgewählt, er erfüllt die Norm Euro-2. Das Strömungsgetriebe stammt von Voith. Das erste Fahrzeug erhielt die Bezeichnung PA1.0002, die folgenden erhielten die Bezeichnung PA1.0004 bis PA1.0088 einschließlich der PA1.0090, PA1.0092 und PA1.0094. Dieses Baureihe hat 89 gebauten Einheiten.

### PA1 Modell 731.15
Für dieses Fahrzeug sollten sämtliche Teile der Antriebsanlage mit Komponenten aus heimischer Produktion hergestellt werden. Es entstand unter maximaler Vereinheitlichung mit dem Modell 731. Es wurde der Dieselmotor 6Д6Н (6D6N) von Varnaultransmasch sowie des Strömungsgetriebes der Waggonfabrik Mytischtschi verwendet. Gebaut wurde ein Exemplar, es erhielt die Bezeichnung PA1.0003. Schon bei der Fertigung zeigten sich Schwierigkeiten, denn erst von 2004 bis 2005 konnte es am Gleisring des Allrussischen Forschungsinstitut für Schienenverkehr in Schtscherbinka geprüft werden. Nach 2005 wurde das Fahrzeug an den Hersteller zurückgegeben, wo es sich heute noch befindet.

## Andere Modelle

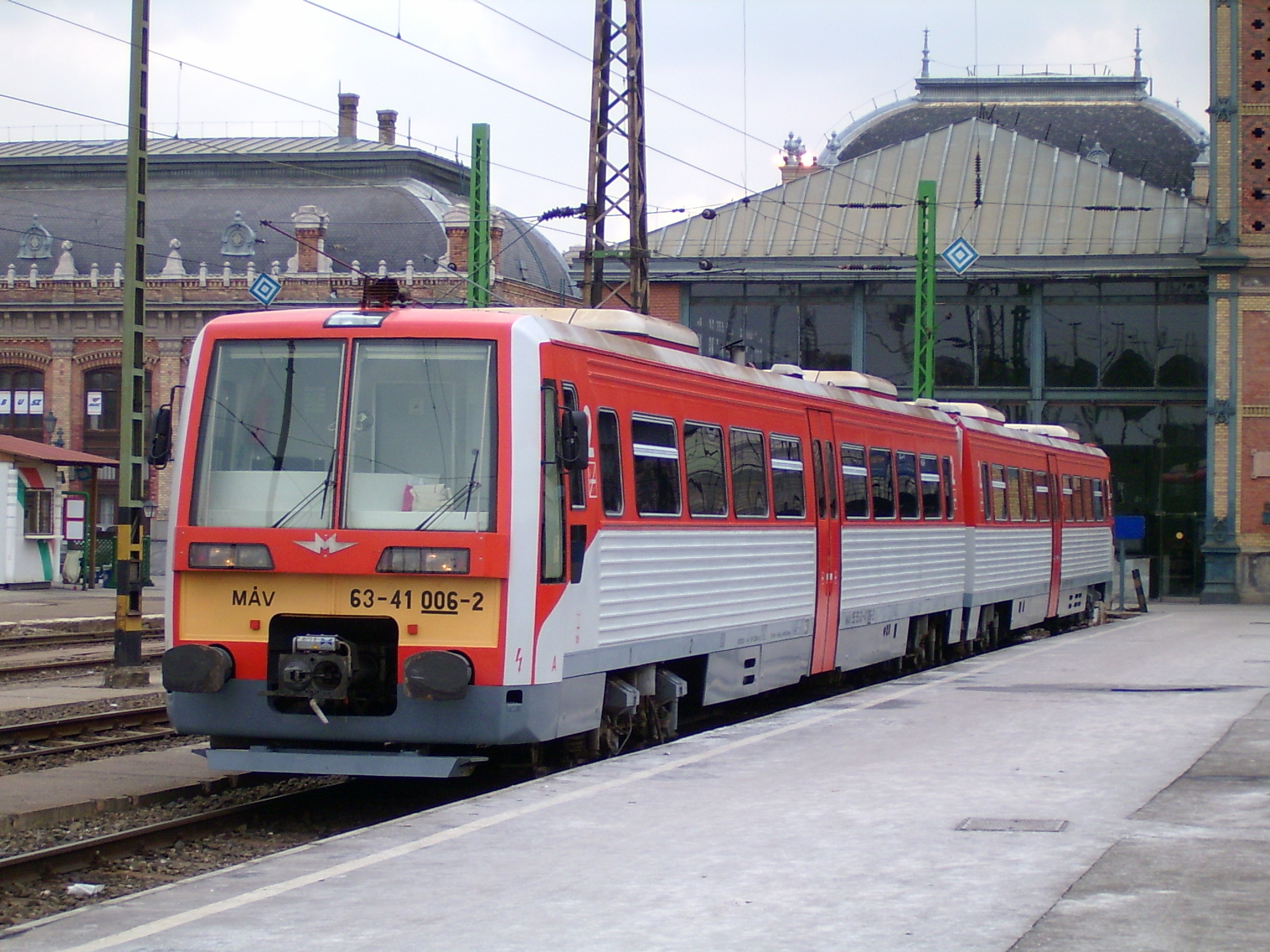
MÁV-Baureihe 416 (6341)

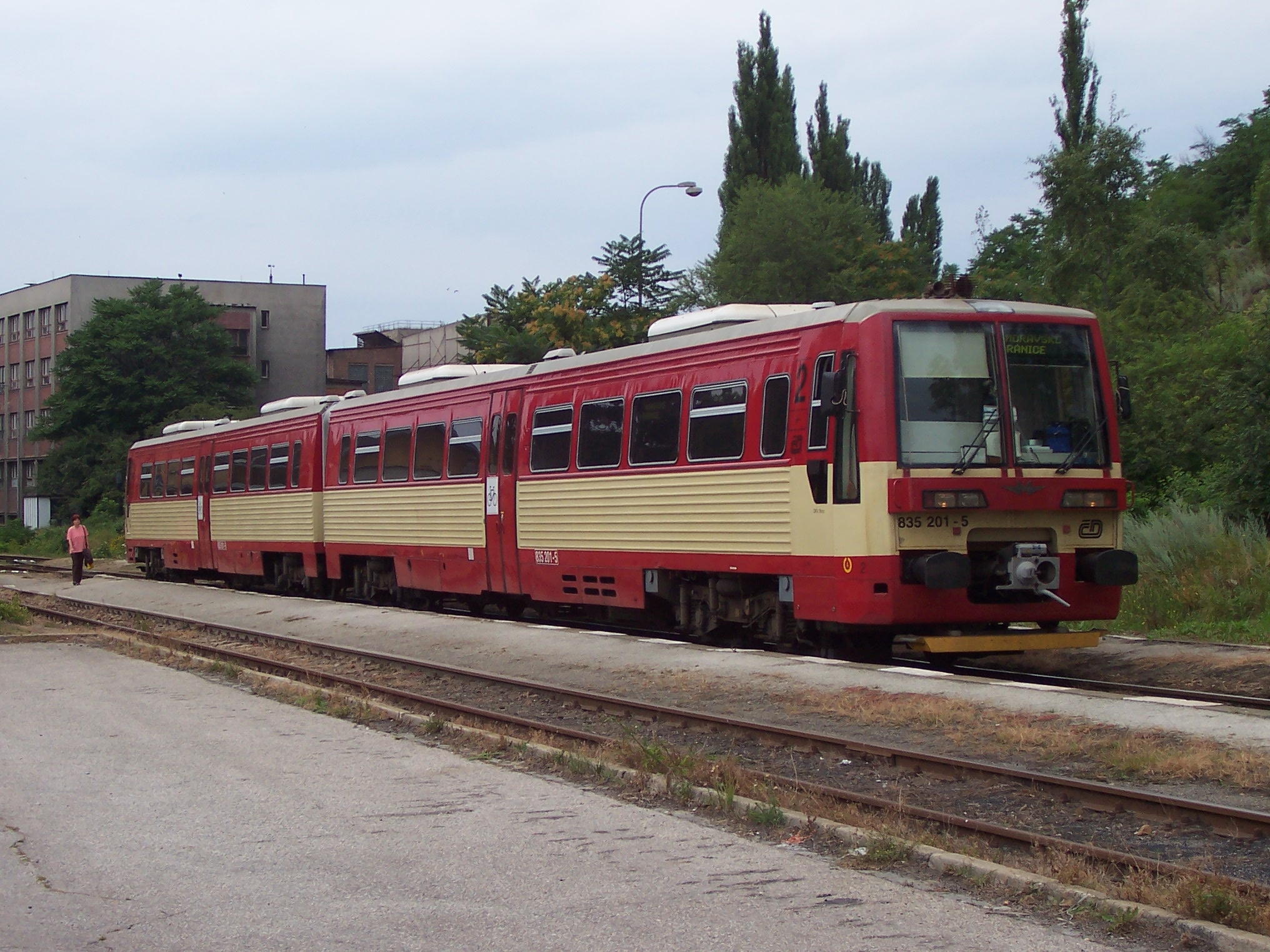
ČD 835.001

Des Weiteren wurden Fahrzeuge für den Export sowie für andere Anwendungen bei Metrowagonmasch hergestellt. Es betraf dies die Baureihe 416 (6341) der Magyar Államvasutak in 40 gefertigten Einheiten und die Baureihe ČD 835.001 der České dráhy in einem Exemplar. Die Fahrzeuge wurden als zweiteilige Variante gebaut, mit einer Scharfenbergkupplung und einer Tür pro Wagen ausgerüstet.
Der Hersteller führt die mehrteiligen Fahrzeuge auf seiner Internetseite als Mitglied der Familie RA1 an. Der Motor ist ein 6R183 TD13H von MTU, außerdem haben die Einheiten ein Strömungsgetriebe von Voith.
| Land       | Bahnverwaltung  | Baureihe         | Kurzbezeichnung          | Metrowagonmasch-Typ |
| ---------- | --------------- | ---------------- | ------------------------ | ------------------- |
| Ungarn     | MÁV (MÁV-START) | 6341, später 416 | РА-В (translit. RA-W)    | 731.25              |
| Tschechien | ČD              | 835              | РА-Ч (translit. RA-Tsch) | 731.35              |

Außer dieser Variante erschienen noch einige Motordraisinen mit der Werksbezeichnung 730.05. Die ersten Fahrzeuge der RŽD-Baureihe РА2 waren ursprünglich unter der Werksbezeichnung 731.55 geführt worden, bis die Serie dann als Werksbezeichnung 750 ausgeführt wurde.